# Faviidae
Faviidae — родина колоніальних коралів, що належить до ряду мадрепорові корали (Scleractinia). Колонії мають кулеподібну форму з рифленою поверхнею. Дещо нагадує людський мозок, тому деякі види називаються мозковик або мозковий корал. Кожна колонія коралів формується генетично ідентичними поліпами, які виділяють твердий скелет з карбонату кальцію, що робить їх важливими будівельниками рифів, як і інші корали в ряді мадрепорових коралів (Scleractinia).

## Опис
Мозкові корали зустрічаються в мілководних теплих водах коралових рифів по всьому світі. Тривалість життя найбільших Faviidae — 900 років. Колонія може виростати до 1,8 м у висоту.

## Поведінка
Мозковики розширюють свої щупальця, щоб зловити їжу вночі. Протягом дня, корали використовують свої щупальця для захисту, обернувши їх протягом канавки на їх поверхні. Поверхня тверда і забезпечує хороший захист від риби або ураганів.
Типові мозкові корали ростуть насамперед у тропіках, де вода залишається теплою весь рік. Через їх твердої структури мозкові корали можуть жити в океанських потоках і сильних хвилях. Більш тонкі пластинчасті корали можуть вижити тільки в захищених лагунах або більше глибокій воді. Великі, тверді коралові голови часто служать "станцією очищення" для певних видів тварин і риб. Вони труться об корали прибираючи мертву шкіру або паразитів.
Як і інші роди коралів, Faviidae харчуються дрібними дрейфуючими тваринами, а також отримують поживні речовини, від симбіотичних водоростей, які живуть в їх тканинах.

## Загрози
Ультрафіолетове світло, може також зашкодити коралів на мілководді, де немає ніякого захисту. Якщо зменшення захисного озонового шару землі дозволить більшій кількості ультрафіолетового випромінювання досягати землі, корали можуть зникнути з такого середовища проживання, як мілководдя.

## Роди
- Astreosmilia Duncan, 1867
- Australogyra Veron, 1982
- Barabattoai Yabe and Sugiyama, 1941
- Bikiniastrea Wells, 1954
- Caulastraea Dana, 1846 (candy cane coral)
- Colpophyllia Milne-Edwards and Haime, 1848
- Cyphastrea Milne-Edwards and Haime, 1848
- Diploastrea Matthai, 1914
- Diploria Milne-Edwards and Haime, 1848
- Echinopora Lamarck, 1816
- Erythrastrea Pichon, Scheer and Pillai, 1983
- Favia Oken, 1815
- Favites Link, 1807 (moon, pineapple, brain, closed brain, star, worm, or honeycomb coral)
- Goniastrea Milne-Edwards and Haime, 1848
- Leptastrea Milne-Edwards and Haime, 1848
- Leptoria Milne-Edwards and Haime, 1848
- Manicina Ehrenberg, 1834
- Montastraea de Blainville, 1830
- Moseleya Quelch, 1884
- Oulastrea Milne-Edwards and Haime, 1848
- Oulophyllia Milne-Edwards and Haime, 1848
- Parasimplastrea Sheppard, 1985
- Платигіра (Platygyra) Ehrenberg, 1834
- Plesiastrea Milne-Edwards and Haime, 1848
- Solenastrea Milne-Edwards and Haime, 1848